# Escale à Calais
Escale à Calais est un festival maritime qui se déroule au port de Calais (Pas-de-Calais).

## Historique et description
Le festival est organisé par la Fédération Régionale pour la Culture et le Patrimoine Maritimes  (FRCPM) et ses partenaires régionaux.
Durant les trois jours de ce rendez-vous du patrimoine maritime sont proposées : sorties et mer et visites de voiliers, animations sur les quais (expositions, concerts de chants marins, conférences, spectacles, restauration...)

## Les éditions

### Édition 2023
Le festival s'est déroulé du 23 au 25 juin 2023 au coeur du port de commerce. Le bassin Carnot a accueilli une flotte variée, certains bateaux sont ouverts à la visite et d'autres embarquent des passagers pour une sortie en mer.
Quelques bateaux présents  :
- Atyla, goélette à hunier, 1984  Espagne
- Étoile du Roy, trois-mâts carré, 1997  France
- Joanna Saturna, goélette à hunier, 1903  Finlande
- Milpat, cotre à tapecul, 1962 BIP  France
- Pascual Flores, goélette à trois mâts, 1917  Espagne
- Ring Andersen, ketch, 1948 BIP France
- George Stephenson, réplique de bateau à vapeur, 2007  Pays-Bas
- Hydrograaf, bateau à vapeur, 1910  Pays-Bas
- Le Renard, réplique de cotre corsaire, 1991  France
- Shtandart, réplique de frégate russe, 1999  Russie

### Prochaine édition
Le festival aura lieu en 2025, celui de 2024 ayant été annulé pour cause de Jeux Olympiques.